# Roberto Verhagen
Roberto Verhagen (Den Bosch, 20 augustus 1972) is een Nederlands voormalig voetballer die bij voorkeur als rechter verdediger of middenvelder speelde.
Hij kwam in 1992 bij het eerste team van PSV. Verhagen debuteerde maar wist niet door te breken en werd verhuurd aan Eindhoven en Telstar. Tussen 1995 en 1997 speelde Verhagen voor AZ. Hierna speelde hij tot medio 2000 voor FC Den Bosch. Nadat hij een half jaar zonder club zat, ging hij in januari 2001 naar het Zwitserse SC Kriens. In het seizoen 2003/04 speelde Verhagen nog een seizoen voor FC Den Bosch en bouwde vervolgens af in het amateurvoetbal.
Verhagen was Nederlands jeugdinternational en kwam uit voor Jong Oranje.

## Erelijst

### FC Den Bosch
Eerste divisie
1998/99, 2003/04